# Michel Blanc
Michel Blanc, właśc. Michel Jean François Blanc (ur. 16 kwietnia 1952 w Courbevoie, zm. 3 października 2024 w Paryżu) – francuski aktor, scenarzysta i reżyser. 
Był ceniony za swoją wszechstronność aktorską, łącząc w swojej karierze role komediowe z dramatycznymi. Grał role ludzi przegranych i hipochondryków. Laureat nagrody aktorskiej na 39. MFF Cannes za rolę Antoine w komediodramacie Bertranda Bliera Strój wieczorowy (Tenue de soirée, 1986), nagrody za najlepszy scenariusz na 47. MFF w Cannes do swojego komedii Śmiertelne zmęczenie (Grosse Fatigue, 1994) oraz Cezara dla najlepszego aktora w roli drugoplanowej za kreację Gillesa w dramacie politycznym Minister (L’Exercice de l’État, 2011).

## Życiorys
Uczęszczał do Lycée Pasteur w Neuilly-sur-Seine, gdzie poznał swoich przyszłych partnerów, Thierry’ego Lhermitte’a, Josiane Balasko, Christiana Claviera, Gérarda Jugnota i Marie-Anne Chazel, z którymi założył komediową trupę Le Splendid, która działała z powodzeniem pod koniec lat 70. XX wieku. Zadebiutował na scenie małego teatru w paryskiej dzielnicy Montparnasse w sztuce Moliera Pocieszne wykwintnisie. 
Po raz pierwszy pojawił się na ekranie w horrorze erotycznym fantasy Córki Malmorta (Les Filles de Malemort, 1974). W komediodramacie Serge’a Gainsbourga Je t’aime moi non plus (1976) z Jane Birkin wystąpił w roli pracownika. Jedną z najbardziej kultowych ekranowych kreacji była rola nieudacznika Jean-Claude’a Dusse’a w komedii Patrice’a Leconte’a Opaleni (Les bronzés, 1978). W dramacie kryminalnym Patrice’a Leconte’a Pan Hire (Monsieur Hire, 1989) zademonstrował swoje umiejętności dramatyczne, za co został nominowany do nagrody Cezara dla najlepszego aktora. 
Zmarł w nocy 4 października 2024 w szpitalu w Paryżu w wyniku niewydolności serca spowodowanej wstrząsem anafilaktycznym w wieku 72 lat.

## Wybrana filmografia
- 1976: Lokator jako sąsiad Scope’a, który skarży się na hałas
- 1978: Opaleni jako Jean-Claude Duce
- 1979: 400 pomysłów Wirginii (serial) jako handlarz antykami
- 1994: Śmiertelne zmęczenie jako Patrick Olivier
- 1994: Potwór jako Paride Taccone
- 1994: Prêt-à-Porter jako inspektor Forget
- 2006: Opaleni – przyjaciele na całe życie jako Jean–Claude Dusse
- 2007: Świadkowie jako Adrien
- 2011: Minister jako Gilles, dyrektor gabinetu ministra
- 2014: Podróż na sto stóp jako major